# Kistarcsai VSC (futsal)
A Kistarcsai VSC egy magyar futsalklub Kistarcsáról, amely a magyar futsalbajnokság másodosztályában szerepel.

## Történelem
Kistarcsán eredendően 1911-ben jött létre az első sportegyesület Kistarcsai Sport Club (KSC) néven, amely azonban az I. világháború évei alatt szüneteltette működését. A szervezet új alapszabályát 1922. szeptember 30-án adta ki – ez az évtized számított működése szempontjából a fellendülés kezdetének. A KSC csapatai a Középmagyar Labdarúgó Alszövetség (KÖLASZ) területi beosztásában a Rákosvidéki vagy a Drassay csoportban versenyeztek: 1920 és 1928 között három csapattal vettek részt a bajnokságokon (váltakozó sikerrel) a KÖLASZ I. osztályában – működésük fő támogatója ekkor a még létező Gép- és Vasútfelszerelési Gyár Rt. volt.
Mivel az évek során egyre több játékos igazolt át, az egyesület 1940. augusztus 18-án rendkívüli közgyűlésén határozott arról, hogy beolvad a kistarcsai MOVE Társadalmi és Sport Egyesületbe (TSE), amely a község fiatal sportolóinak legfőbb szervezete volt ekkor. A budapesti MOVE kerület I. osztályában a kistarcsai ifjúsági labdarúgócsapat 2. helyezést ért el 1942/1943-ban, és megnyerte a területi bajnokságot 1943/1944-ben. Az országos elődöntőben első három mérkőzést nyertek meg, azonban az FTC-től elszenvedett 9:3 arányú vereség miatt nem kerültek tovább a bajnokságba. A csapat tagjai közül a legjobb egyéni teljesítmény Tóth József nyújtotta, aki az 1943/1944-as bajnoki idényben 86 gólt rúgott, amellyel kiérdemelte az évad legjobb ifjúsági labdarúgójának címét (a csapat gólaránya ekkor 116:16 volt).
A II. világháborút követően a KSC 1946 augusztusában újította meg a szervezetét, egy évvel később pedig a Kistarcsai Nemzeti Bizottság a községi sportpályát és a hozzá kapcsolódó épületeket átengedte a Club számára. 1947 után a Magyarországi Építőipari Munkások Országos Szövetsége (MÉMOSZ) keretében, Kistarcsai Munkás Testedző Egyesület néven folytatták tevékenységüket.
A Kistarcsai VSC eredetileg 2006-ban alakult.

## Napjainkban
A csapat legnagyobb sikerét 2021 nyarán érte el, miután megnyerte az NB II keleti csoportját, így feljutott a legmagasabb osztályba. A Club korábbi elnöke, a helyi sportélet szervezésének jelentős személye, Győri István 2024. január 29-én, 58 éves korában hunyt el.

## Eredmények

### Helyezések a bajnokságban
| Szezon    | Bajnokság neve                                              | Helyezés |
| --------- | ----------------------------------------------------------- | -------- |
| 2015/2016 | Férfi Futsal NB III. Pest megyei csoport, Délkeleti csoport | 1.       |
| 2016/2017 | Férfi Futsal NB III. Pest megyei csoport, Keleti csoport    | 2.       |
| 2017/2018 | Férfi Futsal NB III. Pest megyei csoport                    | 2.       |
| 2018/2019 | Férfi Futsal NB II. Keleti csoport                          | 7.       |
| 2019/2020 | Férfi Futsal NB II. Keleti csoport                          | -        |
| 2020/2021 | Férfi Futsal NB II. Keleti csoport                          | 1.       |
| 2021/2022 | Férfi Futsal NB I.                                          | 10.      |
| 2022/2023 | Férfi Futsal NB II. Keleti csoport                          | 10.      |
| 2024/2025 | Férfi Futsal NB III. Pest megyei csoport, Közép csoport     | 2.       |